# 孙承恩 (清朝)
孫承恩（1619年—1659年），原名曙，字扶桑。江南常熟（今江蘇張家港市鳳凰鎮恬莊）人。清朝狀元。

## 生平
孫承恩生于万历四十七年（1619年），清顺治十一年（1654年），以太学生資格参加顺天府应试，居首荐。其弟孫暘因罪發配邊疆，顺治十五年（1658年）孫承恩考中一甲第一名進士（狀元），帝見其籍貫常熟，疑與孫暘一家，派遣學士王熙至承恩寓面詢。
王熙與孫承恩原有交情，承恩坦承不諱，王熙說：“升天沈淵，決於一語，今當以何奏？”承恩良久慨然曰：“禍福命也，不可以欺君賣弟！”王熙既上馬，又回頭問：「得毋悔乎？」承恩曰：「雖死無悔。」於是學士回宮稟告。順治帝對孫承恩非常嘉賞。授职翰林院修撰，掌修国史。
顺治十六年（1659年）初夏，随顺治帝至南海子，赐骑御名马，結果马怕生疾驰，承恩受驚受寒，又误投醫藥，不數日而卒。葬於河陽山麓。

## 家族
祖父孫森，字蘭畹，官至高州府同知。伯父孫朝肅，字恭甫，明萬曆四十四年（1616年）進士。弟孫暘。